# Anne Bancroft
|  | No s'ha de confondre amb Ann Bancroft. |

Anne Bancroft, de nom Anna Maria Louisa Italiano, (Nova York, 17 de setembre de 1931 − Nova York, 6 de juny de 2005) va ser una actriu i directora estatunidenca.

## Biografia
Va néixer el 17 de setembre de 1931 a Nova York, al barri del Bronx, en una família d'emigrants italians. Després d'estudis científics que l'havien de destinar a l'ofici d'auxiliar de laboratori, debuta a la televisió (CBS) amb el nom d'Anne Marno.
Contractada per Darryl Zanuck per a la 20th Century Fox, debuta en el cinema el 1952 amb Don't Bother to Knock, de Roy Ward Baker, al costat de Marilyn Monroe i Richard Widmark.
El 1963, obté l'Oscar a la millor actriu pel seu paper a The Miracle Worker, d'Arthur Penn.
Des de 1964 fins a la seva mort, està casada amb Mel Brooks, amb qui roda diverses pel·lícules, per exemple To Be or Not to Be, el 1983.
És coneguda del públic, entre d'altres, pel seu paper de Mrs. Robinson a la pel·lícula El graduat (1967), de Mike Nichols, al costat d'un principiant anomenat Dustin Hoffman.
Va morir de càncer el 6 de juny de 2005 a Nova York (Hospital del Mont-Sinai).

## Filmografia
- 1952: Don't bother to knock de Roy Ward Baker
- 1953: Tonight We Sing de Mitchell Leisen
- 1953: The Treasure of The Golden Condor de Delmer Daves
- 1953: The Kid From Left Field de Harmon Jones
- 1953: Demetri i els gladiadors (Demetrius and the Gladiators) de Delmer Daves
- 1954: The Raid de Hugo Fregonese
- 1954: Gorilla at Large de Harmon Jones
- 1955: A Life in the Balance de Harry Horner
- 1955: New York Confidential de Russell Rouse
- 1955: The Naked Street de Maxwell Shane
- 1956: La frontera final (The Last Frontier) d'Anthony Mann
- 1956: Walk The Proud Land de Jesse Hibbs
- 1956: Nightfall de Jacques Tourneur
- 1957: La raça indomable (The Restless Breed) d'Allan Dwan
- 1957: The Girl in Black Stockings de Howard W. Koch
- 1962: El miracle d'Anna Sullivan (The Miracle Worker) d'Arthur Penn
- 1964: The Pumpkin de Jack Clayton
- 1965: The Slender Thread de Sydney Pollack
- 1966: Set dones (Seven Women) de John Ford
- 1967: El graduat (The Graduate) de Mike Nichols
- 1972: El jove Winston (Young Winston) de Richard Attenborough
- 1974: Blazing Saddles de Mel Brooks
- 1975: El presoner de la Segona Avinguda (The Prisoner of Second Avenue) de Melvin Frank
- 1975: The Hindenburg de Robert Wise
- 1976: Silent movie de Mel Brooks
- 1976: El pintallavis (Lipstick) de Lamont Johnson
- 1977: The Turning Point de Herbert Ross
- 1977: Jesus of Nazareth de Franco Zeffirelli
- 1980: L'home elefant (The Elephant Man) de David Lynch
- 1980: Fatso, directora
- 1983: To Be or Not To Be d'Alan Johnson
- 1984: Garbo Talks de Sidney Lumet
- 1985: Agnès de Déu (Agnes of God) de Norman Jewison
- 1986: Goodnight, Mother de Tom Moore
- 1987: La carta final (84 Charing Cross Road) de David Hugh Jones
- 1988: Torch Song Trilogy de Paul Bogart
- 1989: Bert Rigby, You're a Fool de Carl Reiner
- 1992: Lluna de mel per a tres (Honeymoon in Vegas) d'Andrew Bergman
- 1992: Elixir d'amor número 9 (Love Potion No. 9) de Dale Launer
- 1992: Broadway Bound de Paul Bogart
- 1993: L'assassina (Point of No Return) de John Badham
- 1993: Malice de Harold Becker
- 1993: Mr. Jones de Mike Figgis
- 1995: How to Make an American Quilt de Jocelyn Moorhouse
- 1995: A casa per vacances (Home for the Holidays) de Jodie Foster
- 1995: Mossega com puguis (Dracula: Dead and Loving It) de Mel Brooks
- 1995: The Sunchaser de Michael Cimino
- 1995: Homecoming de Mark Jean
- 1997: G.I. Jane de Ridley Scott
- 1997: En estat crític (Critical Care) de Sidney Lumet
- 1997: Formiguez (Antz), (Veu), d'Eric Darnell i Tim Johnson
- 1998: Great Expectations d'Alfonso Cuarón
- 1999: Up at the Villa de Philip Haas
- 2000: Més que amics (Keeping the Faith) d'Edward Norton
- 2001: Heartbreakers de David Mirkin

## Premis i nominacions

### Premis
- 1962: Oscar a la millor actriu per a The Miracle Worker
- 1962: Premi d'interpretació al Festival Internacional de cinema de Sant Sebastià per a The Miracle Worker
- 1962: BAFTA a la millor actriu per a The Miracle Worker
- 1965: BAFTA a la millor actriu per a The Pumpkin Eater
- 1965: Globus d'Or a la millor actriu dramàtica per a The Pumpkin Eater
- 1965: Premi a la interpretació femenina (Festival de Cannes) per a The Pumpkin Eater
- 1967: Globus d'Or a la millor actriu musical o còmica per a El graduat
- 1987: BAFTA a la millor actriu per a 84 Charing Cross Road

### Nominacions
- 1965: Oscar a la millor actriu per a The Pumpkin Eater
- 1967: Oscar a la millor actriu per a El graduat
- 1977: Oscar a la millor actriu per a The Turning Point
- 1986: Oscar a la millor actriu per a Agnès de Déu